# Raziel García
Raziel Samir Fernando García Paredes (Lima, Perú; 15 de febrero de 1994) es un futbolista peruano. Juega como mediocentro y su equipo actual es la Universidad de San Martín de la Liga 2del Perú. Desde 2021 es jugador internacional con la Selección de fútbol del Perú.

## Trayectoria

### Universidad de San Martín
Raziel García es producto de las divisiones menores del club Universidad de San Martín, al cual llegó con doce años cuando estaba en la primaria, luego de que su tío le consiguiera una prueba. En 2010 se probó en el Club Brujas de Bélgica. Firmó su primer contrato con menos de 18 años cumplidos. Raziel García debutó profesionalmente el 29 de mayo de 2011 ante el Sport Victoria por el Torneo Intermedio 2011. En ese encuentro, fue titular y el club 'santo' goleó 3 a 0.
Debutó en el Campeonato Descentralizado el 8 de abril de 2012 ante José Gálvez, cotejo que finalizó 1-1. El 21 de abril, García anotó su primer gol como futbolista profesional abriendo el marcador frente a Cobresol. Estuvo seis años en San Martín hasta que en junio de 2015, el técnico Cristian Díaz decidió separarlo del plantel principal por indisciplina, tras enterarse de que Raziel había jugado fulbito sin autorización del comando técnico. Disputó un encuentro más en 2016 con San Martín y abandonó la institución tras diez años, seis de los cuales fueron como profesional.

### Unión Huaral
Para el 2017 fichó por el Unión Huaral de segunda división junto a su compañero Jorge Bosmediano. Debido a sus grandes actuaciones, además de anotar 5 goles en el año, fue considerado la mejor contratación del equipo.

### Universidad César Vallejo
Tras hacer una buena campaña con Unión Huaral y ser considerado por muchos como el mejor jugador de la Segunda División de Perú 2017, en febrero de 2018, Raziel García se convirtió en el quinto refuerzo de la Universidad César Vallejo para la temporada 2018, club dirigido por José Guillermo del Solar, técnico que lo conocía de San Martín y buscaba el ascenso.
Con César Vallejo, García nuevamente destacó, saliendo campeón de la Segunda División de Perú 2018, ascendiendo a primera y dejando un saldo de 4 goles en 27 partidos. Además, Raziel fue elegido mejor jugador del campeonato según la Asociación Deportiva de Fútbol Profesional (ADFP) y fue incluido en el equipo ideal según la ADFP y la Agremiación de Futbolistas Profesionales del Perú (SAFAP).
En su vuelta a primera división, el 24 de marzo de 2019 marcó por primera vez en la Liga 1 en la goleada por 3-0 sobre Unión Comercio. A lo largo del torneo ocupó un lugar en el equipo titular de Vallejo, que logró mantener la categoría y luchar por un cupo internacional. Fue elegido como el mejor jugador de la fecha 4, luego de su brillante partido contra Universitario, partido que terminó a favor de los poetas.

### Cienciano
Luego de terminar contrato con Universidad César Vallejo Club de Fútbol sería fichado por el Club Cienciano. Luego de eso se dijo que el Club Universitario de Deportes mostró interés en él, pero no se llegó a nada.
Él haría una buena Copa América 2021 y un gran partido ante Brasil luego de eso Club Atlético Rosario Central mostro interés e hizo una oferta, pero él mismo jugador rechazó, declarando ""Lo que pasa es que era difícil estar lejos de casa, sin saber que pasa y sin poder hacer nada, por eso no decidí ir a Argentina" "Solo me queda seguir mejorando. Tengo que mantener el nivel y posiblemente se concrete algo en el exterior ", "Es el momento indicado para salir, por la motivación, por la continuidad que tengo, por la confianza que tengo ahora. Este el momento en el cual necesito para emigrar", continuó. "En lo económico es un poco preocupante por el tema que pasa Argentina", concluyó sobre su frustrado pase.
Logró clasificar a la Copa Sudamericana 2022 con el Club Cienciano. Disputaría 20 partidos anotando 3 goles .

### Deportes Tolima
Luego de haber hecho buena temporada con el Club Cienciano y la  Selección de fútbol del Perú, el 21 de diciembre de 2021 recibió una oferta del Deportes Tolima que lo contrató como refuerzo para jugar en las competencias de la temporada 2022
En el 2024 se salvó del descenso en la penúltima fecha, logrando mantener al Club San Martin en la Liga 2. Jugó apenas 4 partidos.

## Selección nacional
Ha sido internacional con la selección de fútbol del Perú en la categoría sub-17, participando en el Campeonato Sudamericano Sub-17 de 2011. En ese torneo, García le anotó un gol a Argentina en la derrota por 4-2; sin embargo, Perú quedó en la cuarta ubicación del Grupo A y no pudo acceder a la siguiente fase. Fue convocado a la selección sub-20 e incluido en la nómina de 22 jugadores que disputaron el Campeonato Sudamericano de Fútbol Sub-20 de 2013 en Argentina. Lamentablemente García fue blanco de críticas en el encuentro ante Uruguay, tras estar involucrado en dos de los tres goles que anotó el conjunto charrúa en la victoria por 3-1 sobre Perú. El volante terminó cerrando sus redes sociales y la selección peruana no pudo clasificar al mundial de la categoría.
En agosto de 2020, fue incluido por Ricardo Gareca en una lista preliminar para la convocatoria de la selección mayor de cara a los partidos de eliminatorias contra las selecciones de Brasil y Paraguay en el mes de octubre. El debut de García se haría esperar hasta el 20 de junio de 2021, cuando entró en los minutos finales en la victoria 2-1 frente a Colombia en la Copa América 2021, sustituyendo a Christian Cueva. Luego jugó igualmente en la semifinal del mismo campeonato, frente a Brasil.

### Participaciones en Campeonatos Sudamericanos
| Torneo                      | Sede      | Resultado    | Partidos | Goles |
| --------------------------- | --------- | ------------ | -------- | ----- |
| Sudamericano Sub-17 de 2011 | Ecuador   | Primera fase | 3        | 1     |
| Sudamericano Sub-20 de 2013 | Argentina | 5° puesto    | 6        | 0     |

### Participaciones en Copa América
| Torneo            | Sede   | Resultado    | Partidos | Goles | Asist. |
| ----------------- | ------ | ------------ | -------- | ----- | ------ |
| Copa América 2021 | Brasil | Cuarto lugar | 4        | 0     | 0      |

### Participaciones en Clasificatorias a Copas del Mundo
| Eliminatorias                 | Sede       | Resultado | Partidos | Goles | Asist. |
| ----------------------------- | ---------- | --------- | -------- | ----- | ------ |
| Eliminatorias Mundial de 2022 | Sudamérica | 5.º Lugar | 5        | 0     | 0      |
| Total                         | Total      | Total     | 5        | 0     | 0      |

### Partidos con la Selección Mayor de Perú
| Partidos internacionales | Partidos internacionales | Partidos internacionales | Partidos internacionales | Partidos internacionales | Partidos internacionales | Partidos internacionales      |
| N.º                      | Fecha                    | Ciudad                   | Local                    | Resultado                | Visitante                | Competición                   |
| ------------------------ | ------------------------ | ------------------------ | ------------------------ | ------------------------ | ------------------------ | ----------------------------- |
| 1                        | 20-06-2021               | Goiania                  | Colombia                 | (1:2)                    | Perú                     | Copa América 2021             |
| 2                        | 27-06-2021               | Brasilia                 | Venezuela                | (0:1)                    | Perú                     | Copa América 2021             |
| 3                        | 05-07-2021               | Río de Janeiro           | Brasil                   | (1:0)                    | Perú                     | Copa América 2021             |
| 4                        | 09-07-2021               | Brasilia                 | Colombia                 | (3:2)                    | Perú                     | Copa América 2021             |
| 5                        | 05-09-2021               | Lima                     | Perú                     | (1:0)                    | Venezuela                | Eliminatorias Mundial de 2022 |
| 6                        | 10-10-2021               | La Paz                   | Bolivia                  | (1:0)                    | Perú                     | Eliminatorias Mundial de 2022 |
| 7                        | 14-10-2021               | Buenos Aires             | Argentina                | (1:0)                    | Perú                     | Eliminatorias Mundial de 2022 |
| 8                        | 11-11-2021               | Lima                     | Perú                     | (3:0)                    | Bolivia                  | Eliminatorias Mundial de 2022 |
| 9                        | 01-02-2021               | Lima                     | Perú                     | 1:1                      | Ecuador                  | Eliminatorias Mundial de 2022 |
| 10                       | 05-09-2022               | Barcelona                | Perú                     | 1:0                      | Nueva Zelanda            | Amistoso                      |

## Estadísticas

### Clubes
| Club | Div.          | Temporada     | Liga  | Liga  | Liga   | Copas nacionales(1) | Copas nacionales(1) | Copas nacionales(1) | Torneos internacionales(2) | Torneos internacionales(2) | Torneos internacionales(2) | Total(3) | Total(3) | Total(3) |
| Club | Div.          | Temporada     | Part. | Goles | Asist. | Part.               | Goles               | Asist.              | Part.                      | Goles                      | Asist.                     | Part.    | Goles    | Asist.   |
| --- | ------------- | ------------- | ----- | ----- | ------ | ------------------- | ------------------- | ------------------- | -------------------------- | -------------------------- | -------------------------- | -------- | -------- | -------- |
| Universidad de San Martín · Perú | 1.ª           | 2011          | —     | —     | —      | 2                   | 0                   | 0                   | —                          | —                          | —                          | 2        | 0        | 0        |
| Universidad de San Martín · Perú | 1.ª           | 2012          | 12    | 1     | 1      | —                   | —                   | —                   | 2                          | 0                          | 0                          | 14       | 1        | 1        |
| Universidad de San Martín · Perú | 1.ª           | 2013          | 6     | 0     | 0      | —                   | —                   | —                   | —                          | —                          | —                          | 6        | 0        | 0        |
| Universidad de San Martín · Perú | 1.ª           | 2014          | 12    | 0     | 1      | 12                  | 2                   | 0                   | —                          | —                          | —                          | 24       | 2        | 1        |
| Universidad de San Martín · Perú | 1.ª           | 2015          | 1     | 0     | 0      | 1                   | 0                   | 0                   | —                          | —                          | —                          | 2        | 0        | 0        |
| Universidad de San Martín · Perú | 1.ª           | 2016          | 1     | 0     | 0      | —                   | —                   | —                   | —                          | —                          | —                          | 1        | 0        | 0        |
| Universidad de San Martín · Perú | Total club    | Total club    | 32    | 1     | 2      | 15                  | 2                   | 0                   | 2                          | 0                          | 0                          | 49       | 3        | 2        |
| Unión Huaral · Perú | 2.ª           |               |       |       |        |                     |                     |                     |                            |                            |                            |          |          |          |
| Unión Huaral · Perú | 2.ª           | 2017          | 25    | 5     | 9      | —                   | —                   | —                   | —                          | —                          | —                          | 25       | 5        | 9        |
| Unión Huaral · Perú | Total club    | Total club    | 25    | 5     | 9      | 0                   | 0                   | 0                   | 0                          | 0                          | 0                          | 25       | 5        | 9        |
| Universidad César Vallejo · Perú | 2.ª           | 2018          | 27    | 4     | 6      | —                   | —                   | —                   | —                          | —                          | —                          | 27       | 4        | 6        |
| Universidad César Vallejo · Perú | 1.ª           | 2019          | 32    | 3     | 6      | 3                   | 0                   | 1                   | —                          | —                          | —                          | 35       | 3        | 7        |
| Universidad César Vallejo · Perú | 1.ª           | 2020          | 18    | 0     | 3      | —                   | —                   | —                   | —                          | —                          | —                          | 18       | 0        | 3        |
| Universidad César Vallejo · Perú | Total club    | Total club    | 77    | 7     | 15     | 3                   | 0                   | 1                   | 0                          | 0                          | 0                          | 80       | 7        | 16       |
| Cienciano · Perú | 1.ª           | 2021          | 20    | 3     | 5      | —                   | —                   | —                   | —                          | —                          | —                          | 20       | 3        | 5        |
| Cienciano · Perú | Total club    | Total club    | 20    | 3     | 5      | 0                   | 0                   | 0                   | 0                          | 0                          | 0                          | 20       | 3        | 5        |
| Deportes Tolima · Colombia | 1.ª           | 2022          | 22    | 1     | 2      | 2                   | 0                   | 1                   | 2                          | 0                          | 0                          | 26       | 1        | 3        |
| Deportes Tolima · Colombia | Total club    | Total club    | 22    | 1     | 2      | 2                   | 0                   | 1                   | 2                          | 0                          | 0                          | 26       | 1        | 3        |
| Carlos A. Mannucci · Perú | 1.ª           |               |       |       |        |                     |                     |                     |                            |                            |                            |          |          |          |
| Carlos A. Mannucci · Perú | 1.ª           | 2023          | 21    | 1     | 2      | —                   | —                   | —                   | —                          | —                          | —                          | 21       | 1        | 2        |
| Carlos A. Mannucci · Perú | Total club    | Total club    | 21    | 1     | 2      | 0                   | 0                   | 0                   | 0                          | 0                          | 0                          | 21       | 1        | 2        |
| Total carrera | Total carrera | Total carrera | 197   | 18    | 35     | 20                  | 2                   | 2                   | 4                          | 0                          | 0                          | 221      | 20       | 37       |
| (1) Incluye datos del Torneo del Inca y Copa Bicentenario. (2) Incluye datos de la Copa Libertadores y Copa Sudamericana. (3) No incluye goles en partidos amistosos. |               |               |       |       |        |                     |                     |                     |                            |                            |                            |          |          |          |

## Palmarés

### Campeonatos nacionales
| Título                    | Club            | País     | Año  |
| ------------------------- | --------------- | -------- | ---- |
| Segunda División del Perú | César Vallejo   | Perú     | 2018 |
| Superliga de Colombia     | Deportes Tolima | Colombia | 2022 |

### Torneos cortos
| Título                                 | Club                      | País | Año  |
| -------------------------------------- | ------------------------- | ---- | ---- |
| Torneo Clausura de Promoción y Reserva | Universidad de San Martín | Perú | 2015 |

### Distinciones individuales
| Distinción                                                                                             | Año  |
| --- | ---- |
| Incluido en el equipo ideal de la Segunda División del Perú según la ADFP                              | 2017 |
| Incluido en el equipo ideal de la Segunda División del Perú según la SAFAP                             | 2017 |
| Incluido en el equipo ideal de la Segunda División del Perú según el portal periodístico DeChalaca.com | 2017 |
| Mejor jugador de la Segunda División del Perú según la ADFP                                            | 2018 |
| Incluido en el equipo ideal de la Segunda División del Perú según la ADFP                              | 2018 |
| Incluido en el equipo ideal de la Segunda División del Perú según la SAFAP                             | 2018 |
| Mejor once de la Liga 1 según la SAFAP                                                                 | 2021 |
| Nominado a gol del año de la Liga 1                                                                    | 2021 |
| Once ideal de la Liga 1                                                                                | 2021 |

## Vida personal
Cuando era pequeño estudió en el Colegio Alfonso Ugarte y en la Escuela Particular Adventista Unión Miraflores. Actualmente tiene dos hijos.